# 피아니스트의 마지막 인터뷰
《피아니스트의 마지막 인터뷰》(Coda)는 캐나다에서 제작된 클로드 라롱드 감독의 2019년 드라마, 뮤지컬 영화이다. 패트릭 스튜어트 등이 주연으로 출연하였다. 콘서트 피아니스트 스튜어트가 자신의 커리어 후반에 공연 불안을 겪는 이야기를 다룬다.
이 영화는 2019년 인도 국제 영화제에서 초연되었다.

## 출연
- 패트릭 스튜어트 - 헨리 콜 역
- 케이티 홈즈 - 헬렌 모리슨 역
- 지안카를로 에스포지토 - 폴 역